# Herrania mariae
Herrania mariae es una especie de planta con flores de la familia Malvaceae. Es nativa de Sudamérica, específicamente Colombia, Ecuador, Perú y Brasil. Sus frutos son aprovechados localmente como alimento.